# Harry August Jansen
Harry August Jansen (3. oktober 1883 - 15. juni 1955) var en tryllekunstner, der blev født i København, Danmark. Han flyttede senere til USA, hvor han optrådte under navnet Dante the Magician.

## Karriere
Jansen blev født d. 3. oktober, 1883 i København. I en alder af 6 år kom han til St. Paul, Minnesota sammen med sin familie.
Som 16-årig havde Jansen sin debut på scenen med Charles Wagner. Herefter tog han på verdensturné i fem år under navnet Great Jansen. I 1922 opdagede tryllekunstneren Howard Thurston Jansens talent og mulige konkurrence, og engagerede ham i sit andet show. Thurston gav Jansen kunstnernavnet Dante. Navnet kom fra den oprindelig Dante, Oscar Eliason (1869–1899), som var blevet slået ihjel i en jagtulykke i Australien nogle år tidligere. I 1925 blev Dante the Magician Inc. etableret med Thurston som medejer. Det andet show med Thurston var Jansen med til at produere.
Dante var kendt over hele verden under navnet Dante the Magician, og arbejdede med vaudeville, burlesque, teater, film og i de seere år også fjernsyn. Dante og hans Trup, der bestod af 25 til 40 personer, udførte flere verdensomspændende turnéer og optrådte i mange teatre i USA. Hans kendetegn på scenen var at sige de tre vrøvleord "Sim Sala Bim" (der er taget fra den danske børnesang "Højt på en gren en krage"), under sine optrædener til at anerkende et bifald. Han brugte bl.a. ordene i den svenske film Dantes mysterier fra 1931 (Dante's Mysteries) og Gøg og Gokkes komedie A-Haunting We Will Go fra 1942.
I 1940 producerede han og medvirkede han i Broadway-revyen Sim Sala Bim på Morosco Theatre. Med udbredelsen af fjernsynet kom der færre publikummer til hans shows, og Dante gik derfor på pension, og flyttede til det sydlige Californien i slutningen af 1940'erne.
Han døde i 1955 på sin ranch Northridge af et hjerteslag i en alder af 71. Han var alene da han døde.

## Eftermæle
Med Dantes død endte det, som senere er kendt som "Magiens Guldalder". Varietéteateret var stort set ophørt, og sammen med dette også det store rejsende trylleshows. I de foregående årtier havde forskellige tryllekunstnere som Alexander Herrmann, Harry Kellar, Thurston og Dante alle været blandt de mest populære entertainere i USA.
Kort før Dantes død havde han henvendt sig til den unge tryllekunstner Lee Grabel, der skulle være hans efterfølger i linjen af store magikere. Planerne var i gang da Dante døde, men da han ikke havde lavet en offentlig udtalelse inden sin død, mener mange historikere, der beskæftiger sig med tryllekunster, at linjen døde med Dante.
I 1991 udgav Phil Temple en biografi om Dante the Magician med titlen Dante - The Devil Himself, der var baseret på Dantes personlige optegnelser og Temples venskab med overlevende familiemedlemmer, som havde turneret med ham årtier tidligere.
I 2006 udgav Marion Trikosko, som havde været Dantes assistent i to år, en erindringsbog om livet på landevejen kaldet Trouping with Dante.

## Yderligere læsning
- Phil Temple (1991). Dante: the devil himself. P. Temple. Hentet 2. oktober 2010.
- Marion S. Trikosko (31. juli 2006). Trouping With Dante: Travels With Dante's Sim Sala Bim in the Golden Age of Big Illusion Shows. Squash Publishing. ISBN 978-0-9744681-4-3. Hentet 2. oktober 2010.